# 1903-as norvég labdarúgókupa
A 1902-es norvég labdarúgókupa a Norvég labdarúgókupa 2. szezonja volt. A versenyt a címvédő Grane csapata rendezte. A szezonban négy csapat vett részt.  A tornát az Odd csapata nyerte.

## Elődöntők
| 1. csapat            | Eredmény | 2. csapat |
| -------------------- | -------- | --------- |
| 1903. szeptember 21. |          |           |
| Porsgrunds FC        | 0–1      | Grane     |
| 1903. szeptember 22. |          |           |
| Lyn                  | 0–1      | Odd       |

## Döntő
| 1903. szeptember 22. |

| Odd           | 1–0 | Grane |
| ------------- | --- | ----- |
| Daniel Gasman |     |       |

| Frogner stadion, Kristiania Játékvezető: Finn Hagemann (Lyn) |